# Кавеса, Виктория
Виктория Кавеса (швед. Victoria Kawesa; род. 12 апреля 1975 года, Кампала) ― шведский политик, бывший лидер партии «Феминистская инициатива».  

## Биография
В возрасте девяти лет Виктория Кавеса приехала в Швецию вместе со своей семьей, бежав от войны в Уганде. Жила в районе Тенста, в пригороде Стокгольма. 
Была избрана сопредседателем партии вместе с Гудрун Шиман в марте 2017 года, тем самым став первым в истории Швеции чернокожим лидером политической партии, однако уже в сентябре 2017 года подала в отставку по личным обстоятельствам: тогда ей было предъявлено обвинение в нарушении авторских прав, в чём она и была признана виновной решением суда.   
В апреле 2017 года было начато полицейское расследование в отношении Кавеса после того, как она была обвинена в плагиате, который она допустила в своей докторской диссертации, представив изложенные ею данные в качестве своего собственного исследования, на что ей было указано в университете Линчёпинга. Ещё ранее, в 2013 году, Кавеса совершила плагиат у другого исследователя. Кавеса была признана виновной решением Королевского суда Стокгольма и приговорена к штрафу в размере 15 000 крон и 6000 крон в качестве компенсации морального вреда. 
В 2018 году Виктория Кавеса была обвинена в побоях после того, как она ударила мужчину по лицу и нанесла удар ногой. Инцидент произошёл в январе 2018 года на станции метро Стокгольма, когда политик попыталась пройти через барьер метро, не используя свою карту доступа. Хотя сама Кавеса утверждала, что она находилась в состоянии самообороны и прохожий ударил её первым, видеозапись с систем наблюдения показала обратное. Кавеса была осуждена за побои, приговорена к условному лишению свободы и  штрафу в размере 36 000 шведских крон. 
Виктория Кавеса также читает лекции в Седертёрнском университете.